# Mainà crestadaurat
El mainà crestadaurat (Ampeliceps coronatus) és un ocell asiàtic de la família dels estúrnids (Sturnidae). Es troba en les selves i terres desboscades de l'Índia, Indoxina i nord de Malàisia. El seu estat de conservació es considera de risc mínim.